# Route nationale 465 (Belgique)
Pour les articles homonymes, voir Route nationale 465.
La route nationale 465 (N465) est une route nationale de Belgique reliant Melle (N9) à Oosterzele (N42).
Elle a une longueur d'environ 6 kilomètres.

## Tracé de la N465
- Melle
- Gontrode
- Oosterzele